# Impasse thérapeutique
Pour les articles homonymes, voir impasse (homonymie).
Une situation d'impasse thérapeutique survient chez un patient lorsque tous les traitements envisageables de sa maladie se sont révélés inefficaces ou présentent des effets secondaires intolérables.
Cette situation permet, conformément à l'éthique médicale, d'inclure les malades en impasse thérapeutique dans des essais cliniques de phase I. Ils peuvent également recevoir, à titre compassionnel, des médicaments n'ayant pas reçu d'AMM, mais susceptibles d'améliorer leur état de santé. Ils sont également l'indication à la mise en place de soins palliatifs.